# 古迪納夫冰川
72°0′S 66°40′W / 72.000°S 66.667°W
古迪納夫冰川（英語：Goodenough Glacier），是南極洲的冰川，位於帕爾默地，處於巴特比山脈以南，最終注入喬治六世海峽和喬治六世冰架，在1936年由英國探險隊發現，現時由南極條約體系管理。